# Rouessé-Fontaine
Rouessé-Fontaine är en kommun i departementet Sarthe i regionen Pays de la Loire i nordvästra Frankrike. Kommunen ligger i kantonen Saint-Paterne som tillhör arrondissementet Mamers. År 2022 hade Rouessé-Fontaine 263 invånare.

## Befolkningsutveckling
Antalet invånare i kommunen Rouessé-Fontaine
| Referens: INSEE |